# Світова серія з тріатлону 2017
Світова серія з триатлону в 2017 році відбулася в дев'ятий раз. Вона проводилася під егідою Міжнародного союзу тріатлону з 4 березня по 17 вересня. Складалася з дев'яти етапів, у тому числі з гранд-фіналу, котрим завершився сезон у Роттердамі. Чемпіонами світу стали Флора Даффі (Бермуди) і Маріо Мола (Іспанія).

## Календар
| Дата     | Місце знаходження | Дистанція                   |
| -------- | ----------------- | --------------------------- |
| Березень | Абу-Дабі          | Стандартна («олімпійська»)  |
| Квітень  | Голд-Кост         | Спринт                      |
| Травень  | Йокогама          | Стандартна («олімпійська»)  |
| Червень  | Лідс              | Стандартна («олімпійська»)  |
| Липень   | Гамбург           | Спринт                      |
| Липень   | Едмонтон          | Спринт                      |
| Серпня   | Монреаль          | Стандартна («олімпійська»)  |
| Серпня   | Стокгольм         | Стандартна («олімпійська»)  |
| Вересень | Роттердам         | Гранд-фінал («олімпійська») |

- Стандартна дистанція: плавання — 1,5 км, велоперегони — 40 км, біг — 10 км.
- Спринт: плавання — 750 м, велоперегони — 20 км, біг — 5 км.
- У Гамбургу, окрім змагання на спринтерській дистанції, також проходив чемпіонат світу в естафеті.

## Результати

### Жінки
| Місто            | Золото              | Срібло                 | Бронза                 |
| ---------------- | ------------------- | ---------------------- | ---------------------- |
| Абу-Дабі         | Андреа Г'юїтт (NZL) | Джоді Стімпсон (GBR)   | Сара Вілич (AUT)       |
| Голд-Кост        | Андреа Г'юїтт (NZL) | Ешлі Джентлі (AUS)     | Юрі Іде (JPN)          |
| Йокогама         | Флора Даффі (BER)   | Кеті Зеферес (USA)     | Кірстен Каспер (USA)   |
| Лідс             | Флора Даффі (BER)   | Тейлор Спайві (USA)    | Аліса Бетто (ITA)      |
| Гамбург          | Флора Даффі (BER)   | Ешлі Джентлі (AUS)     | Лаура Ліндеманн (GER)  |
| Едмонтон         | Флора Даффі (BER)   | Тейлор Нібб (USA)      | Кеті Зеферес (USA)     |
| Монреаль         | Ешлі Джентлі (AUS)  | Флора Даффі (BER)      | Андреа Г'юїтт (NZL)    |
| Стокгольм        | Флора Даффі (BER)   | Джессіка Лермонт (GBR) | Ешлі Джентлі (AUS)     |
| Роттердам        | Флора Даффі (BER)   | Кеті Зеферес (USA)     | Джессіка Лермонт (GBR) |
| Переможці сезону | Флора Даффі (BER)   | Ешлі Джентлі (AUS)     | Кеті Зеферес (USA)     |
| Результати:      |                     |                        |                        |

### Чоловіки
| Місто            | Золото                 | Срібло                      | Бронза                      |
| ---------------- | ---------------------- | --------------------------- | --------------------------- |
| Абу-Дабі         | Хав'єр Гомес (ESP)     | Томас Бішоп (GBR)           | Венсан Луї (FRA)            |
| Голд-Кост        | Маріо Мола (ESP)       | Річард Мюррей (RSA)         | Фернандо Аларса (ESP)       |
| Йокогама         | Маріо Мола (ESP)       | Фернандо Аларса (ESP)       | Крістіан Блумменфельт (NOR) |
| Лідс             | Алістер Браунлі (GBR)  | Джонатан Браунлі (GBR)      | Фернандо Аларса (ESP)       |
| Гамбург          | Маріо Мола (ESP)       | Якоб Бертвістл (AUS)        | Раян Сіссонс (NZL)          |
| Едмонтон         | Маріо Мола (ESP)       | Якоб Бертвістл (AUS)        | Річард Мюррей (RSA)         |
| Монреаль         | Хав'єр Гомес (ESP)     | Крістіан Блумменфельт (NOR) | Річард Мюррей (RSA)         |
| Стокгольм        | Джонатан Браунлі (GBR) | Крістіан Блумменфельт (NOR) | П'єр Ле Корре (FRA)         |
| Роттердам        | Венсан Луї (FRA)       | Крістіан Блумменфельт (NOR) | Маріо Мола (ESP)            |
| Переможці сезону | Маріо Мола (ESP)       | Хав'єр Гомес (ESP)          | Крістіан Блумменфельт (NOR) |
| Результати:      |                        |                             |                             |

## Загальний залік
У таблиці зазначені сумарні показники найсильніших спортсменів сезону. Також зазначені досягнення українських тріатлоністів:
| Місце | Тріатлоністка          | Набрані очки |
| ----- | ---------------------- | ------------ |
|       | Флора Даффі (BER)      | 5200         |
|       | Ешлі Джентлі (AUS)     | 4320         |
|       | Кеті Зеферес (USA)     | 4302         |
| 4     | Кірстен Каспер (USA)   | 3819         |
| 5     | Андреа Г'юїтт (NZL)    | 3774         |
| 6     | Джессіка Лермонт (GBR) | 3281         |
| 7     | Джоанна Браун (CAN)    | 3181         |
| 8     | Рахель Кламер (NED)    | 3103         |
| 9     | Йоланда Аннен (SUI)    | 2748         |
| 10    | Саммер Кук (USA)       | 2554         |
| 11    | Шарлотта Макшейн (AUS) | 2504         |
| 12    | Тейлор Спайві (USA)    | 2475         |
| 13    | Джилліан Бекгауз (AUS) | 2460         |
| 14    | Юко Такахаші (JPN)     | 2303         |
| 15    | Ай Уеда (JPN)          | 2214         |
| 16    | Аліса Бетто (ITA)      | 2210         |
| 17    | Джоді Стімпсон (GBR)   | 1997         |
| 18    | Клер Мішель (BEL)      | 1924         |
| 19    | Юка Сато (JPN)         | 1921         |
| 20    | Вендула Фрінтова (CZE) | 1876         |
|       |                        |              |
| 100   | Юлія Єлістратова (UKR) | 174          |

| Місце | Тріатлоніст                 | Набрані очки |
| ----- | --------------------------- | ------------ |
|       | Маріо Мола (ESP)            | 4728         |
|       | Хав'єр Гомес (ESP)          | 4311         |
|       | Крістіан Блумменфельт (NOR) | 4281         |
| 4     | Річард Мюррей (RSA)         | 4010         |
| 5     | Фернандо Аларса (ESP)       | 3722         |
| 6     | Джонатан Браунлі (GBR)      | 3685         |
| 7     | Томас Бішоп (GBR)           | 3141         |
| 8     | Венсан Луї (FRA)            | 3083         |
| 9     | П'єр Ле Корре (FRA)         | 2894         |
| 10    | Раян Сіссонс (NZL)          | 2799         |
| 11    | Андреас Шиллінг (DEN)       | 2365         |
| 12    | Якоб Бертвістл (AUS)        | 2132         |
| 13    | Вісенте Ернандес (ESP)      | 2127         |
| 14    | Рафаель Монтойя (FRA)       | 2054         |
| 15    | Генрі Шуман (RSA)           | 2050         |
| 16    | Аарон Ройл (AUS)            | 1949         |
| 17    | Сімон Вієн (FRA)            | 1772         |
| 18    | Ріхард Варга (SVK)          | 1651         |
| 19    | Жуан Перейра (POR)          | 1634         |
| 20    | Віан Суллвальд (RSA)        | 1571         |
|       |                             |              |
| 27    | Ростислав Пєвцов (AZE)      | 1309         |
| 93    | Іван Іванов (UKR)           | 305          |
| 162   | Єгор Мартиненко (UKR)       | 63           |
| 177   | Олексій Сюткін (UKR)        | 50           |